# Pośredni Płaczliwy Żleb

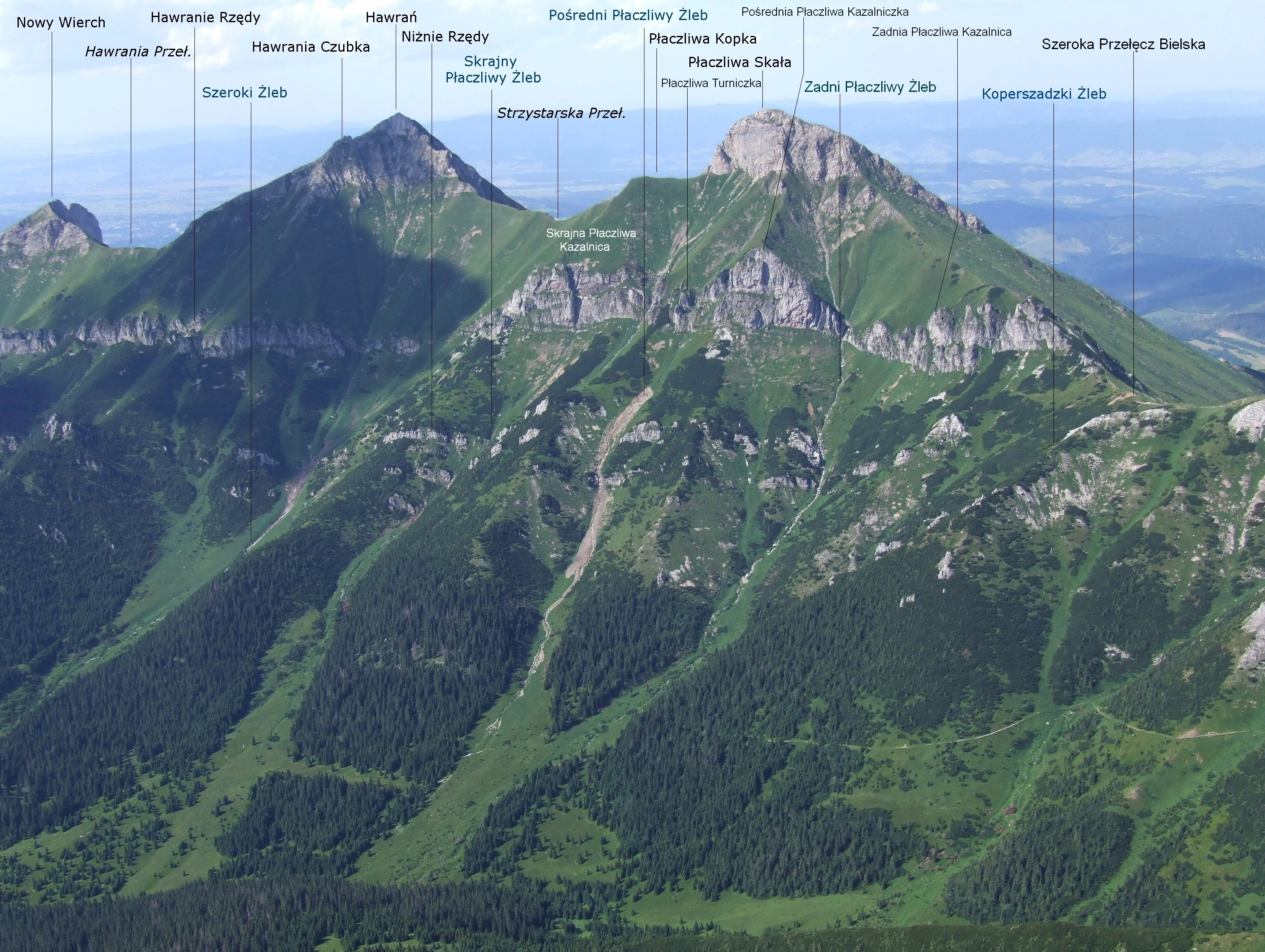
Widok z Jagnięcego Szczytu

Pośredni Płaczliwy Żleb – środkowy z trzech Płaczliwych Żlebów na południowych, opadających do Dolina Zadnich Koperszadów stokach Płaczliwej Skały w słowackich Tatrach Bielskich. Zaczyna się pod wysokim murem skalnym południowej ściany Płaczliwej Skały, następnie przecina Wyżnie Rzędy Bielskie pomiędzy Płaczliwą Turniczką i Pośrednią Płaczliwą Kazalnicą, następnie Niżnie Rzędy Bielskie i zanika na północnym obrzeżu Zadniej Koperszadzkiej Pastwy.
Obramowanie żlebu tworzą dwie grzędy opadające z Płaczliwej Skały. Grzędy te dołem porasta las, wyżej kosodrzewina, a u samej góry są trawiasto-skaliste. Żleb dołem jest mało stromy, górą stromy, jego dno jest szerokie, zwęża się tylko w dwóch miejscach – gdy żleb przeciska się między Płaczliwymi Kazalnice i Niżnimi Rzędami. W miejscach tych żleb tworzy dwie wąskie skalne gardziele. W najwyższej części żleb tworzy szeroki, trawiasty i stromy cyrk lodowcowy. Zimą gromadzi się w nim duża ilość śniegu. Schodzące żlebem lawiny nie pozwalają na rozwój drzew i kosodrzewiny, wskutek czego dno żlebu jest trawiasto-piarżyste. Żleb stanowi duże zagrożenie lawinowe.
Dolną część Pośredniego Płaczliwego Żlebu przecina znakowany szlak turystyczny. Można od szlaku tego wyjść pod skalny mur Płaczliwej Skały. W korycie żlebu jest 5-metrowej wysokości próg skalny, ale można go obejść po prawej stronie. W okolicach miejsca, gdzie koryto żlebu przecina Wyżnie Rzędy, odchodzi na prawo boczne jego odnoga – niewielki żlebek wcinający się pomiędzy bezimienną turniczkę, a Pośrednią Płaczliwą Kazalnicę. Główne koryto żlebu wyprowadza na wąską, stromą i trawiastą depresję dochodzącą do Podwójnego Filara w południowej ścianie Płaczliwej Skały. Przejście Pośrednim Płaczliwym Żlebem pod skalny  mur Płaczliwej Skały jest łatwe (0+ w skali tatrzańskiej, 1.30 h), jednak jest to zamknięty dla turystów i taterników obszar ochrony ścisłej.

## Szlaki turystyczne
Chociaż żleb znajduje się na obszarze ochrony ścisłej, przecina go szlak turystyczny na Przełęcz pod Kopą, zatem na tej drodze jest dostępny dla turystów.
  – od Rozdroża pod Muraniem przez Polanę pod Muraniem (Gałajdówkę) i całą długość doliny na Przełęcz pod Kopą. Czas przejścia: 2:30 h, ↓ 2 h